# Neottia tenii
Neottia tenii är en orkidéart som beskrevs av Rudolf Schlechter. Neottia tenii ingår i släktet näströtter, och familjen orkidéer. Inga underarter finns listade i Catalogue of Life.